# Terra Nil
Terra Nil är ett strategispel utvecklat av Free Lives som är gjort för Android, iOS, Linux, macOS, och Windows. Spelet släpptes den 28 mars 2023, men stöd för Linux och macOS tillkom senare.

## Spel
Spelet går ut på att förvandla karg ödemark och nedsmutsade vattendrag till välfungerande och hållbara ekosystem, likt ett omvänt stadsbyggarspel. Terra Nil är uppdelat i fyra olika regioner, som i sin tur är uppdelade i två delar. Det består av tre olika faser.
I den första fasen ska spelaren placera vindkraftverk på stenar, som ger elektricitet till ”toxin scrubbers”, giftborttagare som rengör den förgiftade marken; bevattningsmaskiner, som i spelet får gräs att börja växa på den kala marken; och vattenpumpar, som kan fylla uttorkade flodbankar med vatten. För att konstruera byggnader krävs poäng i form av löv, som spelaren får när den omvandlar ödemark till frodande landskap.
I spelets andra fas ska spelaren med hjälp av att uppgradera existerande byggnader omvandla delar av det nybildade gräslandskapet till andra olika naturtyper, till exempel våtmarker, tallskog, eller korallrev. Varje plats har förutom gräsmark tre sorters naturtyper. Det ska finnas en balans av dem, med för mycket eller för lite av en viss naturtyp kan inte spelaren avancera vidare till fas tre. 
I fas tre ska spelaren introducera sex olika typer av djur till platsen genom att använda ett djurobservatarium, och återvinna allt använt material genom att använda en drönare eller monorail, för att sedan åka vidare med en luftballong till nästa region. I den sista regionen ska spelaren även konstruera en rymdraket med nio olika delar för att lämna den nu självförsörjande planeten. 